# Staf Costers
Gustaaf 'Staf' Costers is een personage uit de Vlaamse ziekenhuisserie Spoed dat werd gespeeld door Marc Lauwrys. Hij was een vast personage van 2003 tot 2004.

## Personage
Staf Costers is de ambulancier die de plaats van Cisse De Groot inneemt, na diens dood op het trouwfeest van Luc en Marijke.
Staf staat bekend als iemand die denkt dat hij alles het beste weet en leeft van aandacht en geklaag. Het is een echte blaaskaak. Zo denkt hij bijvoorbeeld dat hij de beste ambulancier is. Zijn bekendste citaat is “De grootste van ’t stad”. Hij vertelt verhalen die bijna niet te geloven zijn, flauwe moppen, geruchten die hij opgevangen heeft maar niet waar zijn, ... Hiermee werkt hij een aantal collega's aardig op de zenuwen, in het bijzonder baliebediende Vanessa, die zeer goed bevriend was met zijn voorganger Cisse, wiens dood nog verwerkt moet worden, ondanks dit alles wordt het zijn collega's wel duidelijk dat Staf een uitstekende ambulancier is. Wanneer hij gedumpt wordt door de wel erg jonge "Schoonste van 't stad" is Staf dakloos en vindt hij nergens opvang. Hij slaapt dan maar in de residentenkamer van het ziekenhuis, tot ongenoegen van Luc en het andere personeel. Later trekt hij met veel tegenzin bij zijn bazige moeder in, maar wanneer deze ziek wordt en uiteindelijk sterft wordt Staf erg emotioneel en zijn de collega's er wel om hem te troosten.

### Vertrek
Wanneer een gijzeling plaatsvindt op de spoedafdeling probeert Staf samen met verpleegster Mel te ontsnappen. De twee vallen echter snel door de mand en worden door de gijzelnemers beschoten. Mel komt er met de schrik vanaf, maar Staf wordt zwaar geraakt in de knie. Uiteindelijk blijkt dat zijn knieschijf volledig verbrijzeld is en hij voor de rest van zijn leven invalide zal zijn. Hij moet noodgedwongen zijn job als ambulancier opgeven en verdwijnt uit beeld na aflevering 151. Hij wordt opgevolgd door Karel Staelens.

## Familie
† Irma Vleugels (moeder)